# Старотитарівський лиман
Старотитарівський лиман — лиман на Таманському півострові (Темрюцький район). Належить до хтанізовської групи лиманів Таманської системи Кубанських лиманів.
- Площа 17 км².
- Довжина 10 км.
- Найбільша ширина 2 км.

У середині минулого сторіччя лиман був затокою Ахтанізовського лиману. Але інтенсивна акумулятивна діяльність Кубані, що супроводжувалася швидким збільшенням площі чорноморської дельти, привела до розчленовування Ахтаніза на два ізольовані водоймища.
Безпосередній зв'язок лиману з Кубанню сприяє активному скачуванню в нього памолоді севрюги й інших осетрових риб.
Своєю назвою лиман зобов'язаний станиці, амфітеатром розташованої на його західному березі.